# Gwyn - Principessa dei ladri
Gwyn - Principessa dei ladri (Princess of Thieves) è un film per la televisione del 2001 per la regia di Peter Hewitt.

## Descrizione
Il film narra la storia della figlia di Robin Hood, leggendario eroe medioevale inglese. La protagonista è una giovanissima (appena sedicenne) Keira Knightley, insieme a un veterano del cinema, Malcolm McDowell.

## Trama
Sono passati anni dagli eventi della leggenda di Robin Hood, ma adesso quest'ultimo è impegnato nelle Crociate, mentre Lady Marian è deceduta da tempo. A causa di ciò, Gwyn, la figlia di Robin e Marian, è cresciuta da sola seguendo le orme del padre, diventando una donna di forte volontà e abile con l'arco, e con l'unica compagnia dell'amico Froderick, innamorato di lei. Alla morte di Riccardo Cuor di Leone, Robin Hood ritorna in Inghilterra per vedere chi prenderà il suo posto come Re d'Inghilterra, ma viene catturato dallo Sceriffo di Nottingham e dal Principe Giovanni, che lo rinchiudono nella Torre di Londra.
Riesce però a incaricare la figlia Gwyn a trovare e a proteggere il giovane principe Filippo, appena tornato dal suo esilio in Francia per reclamare il trono. Filippo, però, ha da tempo rinnegato la sua vera identità, e viaggia sotto anonimato dopo la morte del suo protetto. Gwyn riesce ben presto a trovarlo, ma non a riconoscerlo, e in seguito i due, che sembrano coinvolti in un rapporto amoroso, decidono di trovare i Merry Men, gli amici che hanno da sempre seguito Robin Hood, e insieme fermare l'incoronazione di Giovanni. La squadra al completo si riunisce insieme, libera Robin Hood e ferma l'incoronazione del principe Giovanni.
Filippo viene così incoronato Re al suo posto, ma Gwyn, con amarezza, gli confessa che può solo servire e lavorare per lui, e non possono stare insieme. Robin spiega però alla figlia di essere rimasto fuori dalla sua vita per proteggerla dalla vita che lui conduce, seppur sia stato inutile, essendo lei cresciuta seguendo le sue orme, e le propone un patto di collaborazione tra i due al servizio di Filippo, a patto che la figlia prenda ordini dal padre. Gwyn accetta, e il film finisce con padre e figlia che guidano, fianco a fianco, gli uomini di Robin.

## Accoglienza
Scott Weinberg di eFilmCritic.com lo ha votato con 4 stelle, dichiarando: "Gwyn - Principessa dei ladri ha tutte le carte in regola per essere un filmetto d'intrattenimento." Nix di BeyondHollywood.com ne è rimasta delusa, e ha commentato: "Il film è stato fatto per un pubblico di ragazzine sotto i dodici anni, e tutti gli altri ne saranno delusi."